# Verdrag van Stadtilm

Schwarzburg na het verdrag van Stadtilm.

Het Verdrag van Stadtilm of de Deling van Stadtilm (Duits: Stadtilmer Vertrag of Stadtilmer Teilung) was een delingsverdrag dat op 21 november 1599 gesloten werd door Anton Hendrik van Schwarzburg-Sondershausen en Albrecht VII van Schwarzburg-Rudolstadt. In het verdrag verdeelden Anton Hendrik en Albrecht VII de Schwarzburgse gebieden opnieuw, nadat zij Schwarzburg-Frankenhausen hadden geërfd van graaf Willem, die in 1598 was overleden. Schwarzburg-Sondershausen en Schwarzburg-Rudolstadt kregen door de Deling van Stadtilm de vorm die ze tot 1920 zouden behouden.

## Het verdrag
Op 30 september 1598 overleed graaf Willem van Schwarzburg-Frankenhausen zonder kinderen na te laten. Willems bezittingen en gebieden werden geërfd door zijn jongste broer Albrecht VII van Schwarzburg-Rudolstadt en zijn neven Günther XLII, Anton Hendrik, Johan Günther II en Christiaan Günther I van Schwarzburg-Sondershausen. Albrecht VII en Anton Hendrik, die door zijn broers gerechtigd werd om in hun naam te onderhandelen, probeerden aanvankelijk zelf de erfenis te verdelen. Omdat zij echter niet tot een overeenstemming konden komen, gaven ze de opdracht om een delingsverdrag op te stellen aan vijf afgevaardigden, waarvan vier rechtsgeleerden. De vijf afgevaardigden kamen op 21 oktober 1599 bijeen in Stadtilm.
Aanvankelijk probeerden de afgevaardigden de twee delen overeen te laten komen met het Ober- en het Unterherrschaft, maar dit plan werd opgegeven omdat de opbrengsten van het Unterherrschaft veel groter waren dan die van het Oberherrschaft.
Na onderhandelingen over verschillende opties stelden de afgevaardigden de volgende verdeling voor:
- Albrecht VII kreeg de Ämter Rudolstadt, Blankenburg, Leutenberg, Stadtilm, Schwarzburg en Paulinzelle in het Oberherrschaft en Frankenhausen, Arnsburg, Seega, Schlotheim, Straußberg, Kelbra, Heringen en een kwart van Benneckenstein in het Unterherrschaft. Daarnaast kreeg Albrecht Elxleben uit het Amt Arnstadt toegewezen.
- Anton Hendrik en zijn broers kregen de Ämter Arnstadt, Käfernburg en Gehren in het Oberherrschaft en Sondershausen, Clingen, Keula en een kwart van Benneckenstein in het Unterherrschaft. De dorpen Schernberg, Himmelsberg, Gundersleben en Rockstedt werden losgemaakt van het Amt Straußberg en aan Sondershausen toegewezen.